# Mairie de Spandau
La mairie de Spandau (Rathaus Spandau) est le bâtiment qui héberge les bureaux du maire ainsi qu'une partie des services municipaux de l'arrondissement de Spandau à Berlin, en Allemagne.

## Administration
La mairie de Spandau est le principal centre administratif de l'arrondissement de Spandau. C'est le siège du bureau du maire (Bezirksbürgermeister) et des conseillers municipaux (Bezirksstadtrat) de l'arrondissement, ainsi que de l'assemblée des délégués d'arrondissement.

### Conseil municipal

Les 55 délégués élus pour la période 2016-2021 et leurs couleurs partisanes respectives :
SPD 20
CDU 16
AfD 9
Grünen 4
FDP 3
Die Linke 3

Le conseils d'arrondissement sont nommés par 55 délégués bénévoles élus pour cinq ans. La dernière élection a eu lieu le 18 septembre 2016, en parallèle des élections législatives.
Le conseil municipal d'arrondissement actuel est composé comme suit :
| Membres du conseil              | Parti | Département                                                                      |
| ------------------------------- | ----- | -------------------------------------------------------------------------------- |
| Helmut Kleebank, maire          | SPD   | Ressources humaines, finances, éducation & sport                                 |
| Gerhard Hanke, adjoint au maire | CDU   | Développement économique, affaires sociales, formation professionnelle & culture |
| Stephan Machulik                | SPD   | Bürgeramt, sécurité & jeunesse                                                   |
| Andreas Otti                    | AfD   | Services généraux, protection de la nature et de l'environnement                 |
| Frank Bewig                     | CDU   | Immobilier, urbanisme & santé                                                    |

## Maires successifs
- 1919–1921 Kurt Woelck (DDP), dernier bourgmestre du village de Spandau

### Maire du district de Spandau
- 1921–1933 Martin Stritte
- 1933–1944 Max Harrer (NSDAP)
- 1944–1945 Ernst Neumann (NSDAP)
- 1945 00000Fritz Warsow
- 1945–1946 Richard Münch
- 1946 00000Bruno Lehmann (LDP)
- 1946–1949 Gottlob Münsinger (SPD)
- 1949–1954 Karl Schilling (SPD)
- 1954–1958 Georg Ramin (SPD)
- 1958–1965 Ernst Liesegang (SPD)
- 1965–1967 Klaus Bodin (SPD)
- 1967–1979 Herbert Kleusberg (SPD)
- 1979–1992 Werner Salomon (SPD)
- 1992–1995 Sigurd Hauff (SPD)
- 1995–2001 Konrad Birkholz (CDU)

### Maire de l'arrondissement de Spandau
- 2001–2011 Konrad Birkholz (CDU)
- depuis 201100Helmut Kleebank (SPD)